# Syrien i olympiska sommarspelen 2000
Syrien deltog i de olympiska sommarspelen 2000 med en trupp bestående av åtta deltagare, sex män och två kvinnor, men ingen av landets deltagare erövrade några medaljer.

## Resultat efter gren

### Friidrott
Herrarnas 400 meter häck
- Zid Abou Hamed
  1. Round 1 - 50.74 (gick inte vidare)
- Zahr-Edin Al Najem
  1. Round 1 - 52.7 (gick inte vidare)

Damernas sjukamp
- Ghada Shouaa
  1. 100m Hurdles - DNF
  2. High Jump - DNS

### Boxning
Mellanvikt
- Yousif Massas
  - Omgång 1 – förlust mot Jermachan Ibraimov från Kazkstan (gick inte vidare)

Lätt tungvikt
- Ihab Alyousef
  - Omgång 1 – förlust mot Danie Venter från Sydafrika (gick inte vidare)

### Simning
200 meter fjäril, herrar
- Fadi Kouzmah
  1. Inledande heat - 02:11.56 (gick inte vidare)

200 meter frisim, damer
- Marella Mamoun
  1. Inledande heat - 02:18.78 (gick inte vidare)